# Mãe Solo
Mãe Solo é um curta-metragem de documentário escrito por Danilo Stael e Nane Sacramento e dirigido por Camila de Moraes, que retrata as histórias de duas mães solo, Keisiane Santos (esteticista) e Lúcia Batista (diarista), moradoras de comunidades periféricas em Salvador, Brasil. 

## Sinopse
O filme explora as realidades de mulheres pretas que enfrentam os desafios de criar seus filhos sozinhas, fugindo dos estereótipos frequentemente associados às mães solteiras. A obra destaca as dificuldades enfrentadas por essas mulheres, como a falta de apoio familiar e institucional, além das barreiras sociais e econômicas. O documentário também conta com a análise da socióloga Vilma Reis, que aprofunda as raízes estruturais dessas questões na sociedade brasileira.

## Elenco
| Nome                             | Creditação                            |
| -------------------------------- | ------------------------------------- |
| Keisiane Santos                  | Mãe solo entrevistada                 |
| Lúcia Batista                    | Mãe solo entrevistada                 |
| Ângelo Máximo Batista dos Santos | Filho da entrevistada Lúcia Batista   |
| Bernardo Santos Pereira          | Filho da entrevistada Keisiane Santos |
| Vilma Reis                       | Socióloga                             |
| Kalú Santana                     | Atriz                                 |
| Lindete Souza                    | Atriz                                 |
| Brenda Matos                     | Atriz                                 |

## Produção
O documentário foi idealizado por Marcos Dias, que convidou o produtor-executivo e roteirista Danilo Stael para desenvolver o projeto. Danilo Stael contatou a roteirista Nane Sacremento para juntos escreverem o roteiro do filme. O produtor-executivo também convidou a cineasta Camila de Moraes para a função de direção do documentário. A produção de set do documentário também constam os nomes do idealizador Marcos Dias e Josy Miranda. Após conseguirem financiamento para o projeto, o documentário começou a ser pré-produzido e posteriormente filmando, sendo as filmagens  durante a pandemia de COVID-19. A trilha sonora original foi composta por Tiago Pinto e Danilo Stael, refletindo as emoções das personagens com uma abordagem abstrata e subjetiva. Na equipe do projeto também constam outros nomes como Engels Miranda na assistência de direçao, Uiran Paranhos como diretor de fotografica, Danilo Umbelino como assistente de direção de fotografia, Marise Urbano na captação de som, Alice Braz na direção de arte e outros.

## Festivais e Prêmios
Desde o seu lançamento, Mãe Solo foi exibido em diversos festivais nacionais e internacionais, recebendo reconhecimento e prêmios. Dos diversos prêmios que ganhou e foi indicado, destaca-se O Grande Otelo pela Academia Brasileira de Cinema, em 2022. Outros festivais e prêmios que o documentário participu.:
2022 - Indicado - Melhor Documentário no Grande Prêmio do Cinema Brasileiro 2022 da Academia Brasileira de Cinema (Brasil)2022 da Academia Brasileira de Cinema (Brasil)
2022 - Seleção oficial na Semaine de Cinéma de Femmes d'Amérique du Sud - Paris, França
2022 - Seleção oficial no Love & Hope International Film Festival (Barcelona)
2022 - Seleção oficial no Festival Au Cinema  (Chicago, United States)
2021 - Seleção oficial do Panorama coisa de cinema  (Brasil)
2021 - Menção honrosa pelo Júri APC na categoria curta-metragem da Competitiva Baiana no Panorama coisa de cinema (Brasil)
2022 - Melhor Curta pelo Júri Popular na Mostra FAM - Fala Seu Chico (Brasil)
2022 - Menção honrosa no Muído: Festival de cinema de Campina Grande (Brasil)
2022 - Seleção oficial no Festival de Cinema de Vitória
2022 - Seleção oficial no 14º Cinefantasy
2022 - Seleção oficial no 15ª edição do Festival Entretodos
2022 - Seleção oficial no Love & Hope International Film Festival (Barcelona)
2022  - 1A Mostra CineMarias - Corpo é Território (Brasil)
2022 - Seleção oficial no Festival Au Cinema  (Chicago, United States)
2022 - Seleção oficial no Bridgeport Film Fest (Conectcut, United States)
2022 - Indicado - Melhor Documentário no Grande Prêmio do Cinema Brasileiro 2022 da Academia Brasileira de Cinema (Brasil)
2022 - Menção honrosa no Muído: Festival de cinema de Campina Grande (Brasil)
2022 - Seleção oficial no Muído: Festival de cinema de Campina Grande (Brasil)
2022 - Melhor Curta pelo Júri Popular na Mostra FAM - Fala Seu Chico (Brasil)
2022 - Seleção oficial no festival Love & Hope International Film Festival (Espanha)
2022 - Melhor Documentário no festival Ipê Amarelo Film Festival (Brasil)
2022 - Seleção Oficial no festival Ipê Amarelo Film Festival (Brasil)
2022 - Seleção oficial no Festival de Cinema de Arapiraca  (Brasil)
2022 - Seleção oficial na Mostra FAM - Fala Seu Chico (Brasil)
2022 - Menção honrosa pelo XLNT Film Festival (California, United States)
2022 - Indicado 1ª turno - Melhor Documentário no Grande Prêmio do Cinema Brasileiro 2022 da Academia Brasileira de Cinema (Brasil)
2022 - Seleção oficial na Semaine de Cinéma de Femmes d'Amérique du Sud - Paris, França
2022 - Seleção oficial do 15º Curta Taquary - Mostra Competitiva Diversidade (Brasil)
2022 - Indicado melhor filme no 15º Curta Taquary - Mostra Competitiva Diversidade (Brasil)
2022 - Finalista do Festival RNAB (Brasil)
2022 - Seleção oficial do Festcine 2022 (Brasil)
2022 - Seleção oficial do 7ª EGBÉ- Mostra de Cinema Negro de Sergipe (Brasil)
2022 - Seleção oficial do Sessions By Lift-Off Global Network (Inglaterra)
2022 - Seleção oficial do First-Time Filmmaker Sessions By Lift-Off Global Network (Inglaterra)
2021 - Seleção oficial do Panorama coisa de cinema  (Brasil)
2021 - Menção honrosa pelo Júri APC na categoria curta-metragem da Competitiva Baiana no Panorama coisa de cinema (Brasil)
2021 - Seleção oficial do Circuito Penedo de Cinema (Brasil)
2021 - Seleção oficial do First-Time Filmmaker Online Sessions (Inglaterra)
2021 - Seleção oficial do II Festival Cinema negro em ação (Brasil)
2021 - Seleção oficial do Mirada Cine Fest - Festival Internacional de cine independente  
2021 - Seleção oficial da Mostra Adélia Sampaio (Brasil)
2021 - Indicado Melhor Fotografia na Mostra Adélia Sampaio  (Brasil)
2021 - Indicado Melhor Documentário na Mostra Adélia Sampaio  (Brasil)
2021 - Vencedor Melhor Fotografia na Mostra Adélia Sampaio  (Brasil)
2021 - Seleção oficial do Festival curtas - campos do jordão (Brasil)
2021 - Seleção oficial do Festival Curta (C)errado (Brasil)
2021 - Indicado Melhor Direção de Fotografia no Festival de Cinema de Muriaé (Brasil)
2021 - Indicado Melhor Trilha Sonora Original no Festival de Cinema de Muriaé (Brasil)
2021 - Indicado Melhor Direção de Arte no Festival de Cinema de Muriaé (Brasil)
2021 - Indicado Melhor Direção no Festival de Cinema de Muriaé (Brasil)
2021 - Indicado Melhor Roteiro no Festival de Cinema de Muriaé (Brasil)
2021 - Indicado Melhor Montagem no Festival de Cinema de Muriaé (Brasil)
2021 - Indicado Melhor Documentário no Festival de Cinema de Muriaé (Brasil)
2021 - Indicado Melhor Filme Nacional no Festival de Cinema de Muriaé (Brasil)
2021 - Seleção oficial do Festival de Cinema de Muriaé
2021 - Seleção Oficial do Festival Olhar Periférico
2021 - Prêmio Conceição Senna de Audiovisual - Curta de Documentário